# Államvédelmi Hatóság
Államvédelmi Hatóság, acronim ÁVH (Autoritatea de protecție al statului), a fost poliția secretă a Ungariei între 1945 și 1956. A funcționat sub supravegherea Uniunii Sovietice, căpătând o reputație negativă pentru brutalitatea ei. În 1953 Stalin a murit, și Imre Nagy (reformator moderat) a fost desemnat prim ministru al Ungariei, ceea ce a dus la o încetare treptată a represiunilor și la desființarea graduală a ÁVH.
După Revoluția Ungară din 1956 ÁVH a fost desființată, atribuțiile ei fiind preluate de Direcția a III-a din Ministerul Ungar de Interne⁠(hu)[traduceți].